# Kobayashi Yuzo
Kobayashi Yuzo (sinh ngày 15 tháng 11 năm 1985) là một cầu thủ bóng đá người Nhật Bản.

## Giải vô địch bóng đá U-20 thế giới
Kobayashi Yuzo được triệu tập vào đội tuyển U-20 Nhật Bản tham dự Giải vô địch bóng đá U-20 thế giới 2005.